# New Hampshire Indy 225

MoveThatBlock.com Indy 225 (no Brasil: Grande Prêmio de New Hampshire) foi disputado no New Hampshire Motor Speedway. Fez parte da CART entre 1992 e 1995 e da IndyCar Series entre 1996 a 1998 e 2011.

## Vencedores

### CART
| Ano  | Nome da Corrida | Vencedor      | Chassis | Motor               | Equipe             | Pole vel./tempo           |
| ---- | --------------- | ------------- | ------- | ------------------- | ------------------ | ------------------------- |
| 1992 | New England 200 | Bobby Rahal   | Lola    | Chevrolet-Ilmor     | Rahal/Hogan Racing | 170.956 mph / 22.279 sec. |
| 1993 | New England 200 | Nigel Mansell | Lola    | Ford-Cosworth       | Newman/Haas Racing | 169.247 mph / 22.504 sec. |
| 1994 | New England 200 | Al Unser Jr.  | Penske  | Mercedes-Benz-Ilmor | Penske Racing      | 175.000 mph / 21.753 sec. |
| 1995 | New England 200 | André Ribeiro | Reynard | Honda               | Tasman Motorsports | 177.427 mph / 21.466 sec. |

### Indy Racing League/IndyCar Series
| Ano  | Nome da corrida            | Vencedor         | Chassis | Motor         | Equipe                | Detalhes |
| ---- | -------------------------- | ---------------- | ------- | ------------- | --------------------- | -------- |
| 1996 | True Value 200             | Scott Sharp      | Lola    | Ford-Cosworth | A.J. Foyt Enterprises | Detalhes |
| 1997 | Pennzoil 200               | Robbie Buhl      | G-Force | Oldsmobile    | Team Menard           | Detalhes |
| 1998 | New England 200            | Tony Stewart     | Dallara | Oldsmobile    | Team Menard           | Detalhes |
| 2011 | MoveThatBlock.com Indy 225 | Ryan Hunter-Reay | Dallara | Honda         | Andretti Autosport    | Detalhes |